# بخش مرکزی شهرستان چهاربرج
بخش مرکزی یکی از بخش‌های شهرستان چهاربرج در استان آذربایجان غربی ایران است.

## تقسیمات کشوری
- بخش مرکزی شهرستان چهاربرج
  - دهستان قپچاق
  - دهستان مرحمت‌آباد شمالی

شهر: چهاربرج

## جمعیت
بنابر سرشماری عمومی نفوس و مسکن در سال ۱۳۹۵، جمعیت بخش مرکزی شهرستان چهاربرج برابر با ۱۹٬۵۵۲ نفر بود‌ه‌است.